# Анджело Бадаламенти
Анджело Бадаламенти (на английски: Angelo Badalamenti) (роден на 22 март 1937 г.) е американски композитор, най-известен с работата си по различни проекти на Дейвид Линч, които включват „Синьо кадифе“, „Диво сърце“, сериала „Туин Пийкс“ и „Мълхоланд Драйв“. През 1990 г. Бадаламенти печели наградата Грами за началната мелодия на „Туин Пийкс“ в категорията Най-добро поп инструментално изпълнение.

## Избрана филмография
- „Синьо кадифе“ („Blue Velvet“, 1986)
- „Кошмари на Елм Стрийт 3: Воини в сънищата“ („A Nightmare on Elm Street 3: Dream Warriors“, 1987)
- „Диво сърце“ („Wild at Heart“, 1990)
- „Туин Пийкс“ („Туин Пийкс“, 1990 – 1991)
- „Туин Пийкс: Огън, следвай ме“ („Twin Peaks: Fire Walk with Me“, 1992)
- „Градът на изгубените деца“ („La Cité des enfants perdus“, 1995)
- „Плажът“ („The Beach“, 2000)
- „Мълхоланд Драйв“ („Mulholland Drive“, 2001)
- „Секретарката“ („Secretary“, 2002)
- „Евиленко“ („Evilenko“, 2004)
- „Заклинателят: Господство“ („Dominion: Prequel to the Exorcist“, 2005)
- „Любов на ръба“ („The Edge of Love“, 2008)